# Филопемен
Филопемен (др.-греч. Φιλοποίμην; 253 год до н. э., Мегалополь — 183 год до н. э., Мессена) — древнегреческий политик и военачальник, неоднократно избиравшийся на должность стратега Ахейского союза. За упорное отстаивание независимости Греции был назван римлянами «последним эллином».

## Биография

### Юность
Филопемен, сын Кравгида, родился в Мегалополе (Аркадия) в 253 году до н. э. После ранней смерти отца был на попечении Клеандра из Мантинеи, воспитывался мегалопольцами Экдемом и Демофаном. С детства проявил интерес к военному делу, читал Гомера, «Тактику» Эвангела и исторические сочинения об Александре Македонском, старался подражать фиванскому полководцу Эпаминонду. Филопемен считал войну широким полем деятельности для проявления своих талантов. Он был трудолюбив, жил очень просто и сам работал на земле своего поместья, лежавшего в двадцати стадиях от Мегалополя. Достигнув совершеннолетия, принимал участие в грабительских походах ахейцев в Лаконику.

### Зрелость
Когда Филопемену было 30 лет, во время Клеоменовой войны в 223 году до н. э. спартанский царь Клеомен ночью напал на Мегалополь и захватил его. Филопемен принял самое деятельное участие в обороне города, а после его потери — отговорил сограждан от мира и союза с Клеоменом. Результатом этого стал разгром Мегалополя спартанцами.
В битве при Селласии Филопемен командовал мегалопольской конницей. Он ударил на легковооружённых спартанских воинов, атаковавших незащищённый тыл союзных войск, благодаря чему союзные войска удержали строй и смогли одержать победу. Сам Филопемен в сражении был ранен метательным копьём в обе ноги, но приобрёл славу и известность. Отказав на предложение Антигона Досона принять участие в походе в качестве военачальника, Филопемен отправился воевать командиром наёмного подразделения на Крит, где получил опыт войны. Через 10 лет, по возвращении с Крита в блеске славы, в 210 году до н. э. он был назначен начальником конницы Ахейского союза.

### Военные реформы
Будучи начальником конницы, в 209/208 годах до н. э. Филопемен начал военную реформу. Ввиду того, что Арат, неоднократно избиравшийся стратегом Ахейского союза, был хорошим политиком, но весьма посредственным военачальником, ахейское войско было неумелым и слабым, его вооружение — слабым и устаревшим, ахейская фаланга — недостаточно сомкнутой и маневренной.
Филопемен стал показывать ахейским гражданам пример военного честолюбия, устраивая учения, процессии, состязания. Боевые способности вверенного ему военного подразделения конницы он довёл до совершенства, подняв военный дух ахейцев и приучив их к победам. Во время Первой Македонской войны в 209 году до н. э. в сражении ахейцев с этолийцами и элейцами при Ларисе Филопемен убил начальника элейской конницы Дамофанта и одержал победу над его войском.
Избранный стратегом в 208 году до н. э. и начав военную реформу, Филопемен занялся построением и вооружением ахейского войска. До того времени ахейская пехота имела длинные, узкие и слишком тонкие и лёгкие щиты, а также короткие копья, не сравнимые с македонской сариссой, вследствие чего имела некоторое преимущество в манёвренном бою, но была совершенно непригодна для столкновения с фалангами эллинистических государств того времени. По македонскому образцу Филопемен ввёл круглый щит и сариссу, учил воинов закрываться шлемом, панцирем и поножами, и во время битвы стоять твёрдо на месте. Благодаря его убеждениям, ахейские воины начали украшать своё оружие, приобрели блеск и отвагу.

### Стратег Ахейского союза
Во время тяжёлой войны со спартанским тираном Маханидом в битве при Мантинее в 207 году до н. э. Филопемен, собрав почти все военные силы Ахейского союза, разбил крупное войско спартанцев, а самого Маханида убил в бою. Сразу после сражения Филопемен вторгся в Лаконику и подверг её сильному разорению.
Филопемен также удачно воевал против Набиса, ставшего правителем Спарты после Маханида. После захвата Набисом Мессены, Филопемен с одними мегалопольцами освободил её, снова вторгся в Лаконику и разбил Набиса. Однако не выбранный в этот год стратегом, оскорблённый Филопемен вторично отправился на Крит, где служил гортинцам, хотя война с Набисом отнюдь не была завершена. Мегалопольцы, раздраженные его отъездом в такое время, когда Мегалополь подвергался постоянным нападениям Набиса и фактически был на осадном положении, пожелали лишить его прав гражданства. Но против этой меры выступил ахейский стратег Аристен, несмотря на то, что он был политическим противником Филопемена.
С Крита Филопемен вернулся после битвы при Киноскефалах, когда ахейцы, предавшие Македонию, уже попали под покровительство и влияние Рима. Вскоре ему опять пришлось вступить в борьбу с Набисом в Лаконской войне. Набис совершил нападение на контролируемые Ахейским союзом прибрежные лаконские города, что привело к новой войне Спарты с ахейцами.
Филопемен в четвёртый раз был избран в стратеги (193—192 годы до н. э.). Набису удалось победить Филопемена на море, где ахейский стратег не проявил никаких талантов, и взять лаконский порт Гитий, но на суше Филопемен разбил спартанцев и принудил Набиса бежать в Спарту. Набис был вскоре убит этолийцами, а Филопемен, воспользовавшись хаосом в Спарте, с войском вступил в неё и заставил присоединиться к Ахейскому союзу.
Во время очередной спартанской смуты, когда стратег Диофан вместе с римским полководцем Титом Квинкцием Фламинином уже двигались к Спарте, Филопемен, будучи частным лицом, не впустил их войска в город, но личным убеждением прекратил волнения и не допустил кровопролития.
Несколько позднее, в 189 году до н. э. снова избранный стратегом, Филопемен в очередной раз подавил волнения спартанцев, которые в стремлении пробиться к морю захватили городок Лас. Филопемен вторгся в Спарту, казнил несколько десятков спартиатов, вернул спартанских изгнанников в город. Он срыл стены города, значительную часть лаконских владений отрезал и отдал мегалопольцам, а в самой Спарте отменил и уничтожил порядки, введённые ещё Ликургом, заставив систему лаконского воспитания переменить на ахейскую. Однако это не понравилось части граждан Спарты, которые решили бежать на полуостров Мани, где они смогли сохранить свои старые порядки образовав новую этническую группу греков — маниотов.
После победы над Антиохом Великим, вторгшимся в Грецию, за помощь римлянам против этолян, державших сторону Антиоха, Ахейский союз получил от Рима разрешение на присоединение к нему Элиды и Мессении, после чего он стал охватывать весь Пелопоннес. В противовес политике Аристена, во всём угождавшего римлянам, Филопемен придерживался независимости Ахейского союза и действовал без оглядки на римский сенат.
В 183 году до н. э. от Ахейского союза отпала Мессения, в которой получила преобладание олигархическая группировка. Главой её был Динократ, державший сторону римлян. Раздражённый независимым поведением Филопемена, римский сенат отказал в помощи ахейцам. Филопемен был в восьмой раз избран стратегом и выступил против мессенцев. В кавалерийской стычке под Мессеной он был разбит и, отступая последним, упал с лошади и взят в плен. В Мессене его заставили выпить чашу с ядом.
Мстя за Филопемена, ахейцы во главе с Ликортом вторглись в Мессению, жестоко наказав виновных. Тело Филопемена было торжественно предано пламени, прах был собран в урну, которую в траурной процессии отнесли в Мегалополь. Урну нёс сын Ликорта Полибий.

### Личность Филопемена
Филопемен всю свою жизнь посвятил войне и политике, которые считал единственными занятиями, достойными человека. Он избирался стратегом 8 раз: в 208—207, 206—205, 201—200, 193—192, 190—189, 189—188, 187—186 и 183—182 годах до н. э. Во времена, когда греки уже утратили свой великий дух, которому Эллада была обязана своим расцветом двумя веками ранее, Филопемен был последним великим политическим деятелем Древней Греции, которого можно смело ставить в один ряд с её лучшими людьми. Поэтому его и назвали последним эллином. Даже противники Филопемена питали уважение к его нравственным достоинствам, а римляне, через несколько десятилетий окончательно подчинив Грецию, пощадили его статуи.